# Альтенгольц
Альтенгольц (нім. Altenholz) — громада в Німеччині, розташована в землі Шлезвіг-Гольштейн. Входить до складу району Рендсбург-Екернферде.
Площа — 19,03 км2. Населення становить 10 021 ос. (станом на 31 грудня 2020).